# Bernard Lagat
Bernard Kipchirchir Lagat (Kapsabet, 12 de diciembre de 1974), atleta keniano, especialista en la prueba de los 1500 metros lisos.
En mayo de 2004 obtuvo la nacionalidad estadounidense, pero a pesar de ello compitió por Kenia en los Juegos Olímpicos de 2004. La legislación keniana no permite competir a deportistas con doble nacionalidad, por lo que la medalla de plata que obtuvo en las olimpiadas en la prueba de 1500 se encuentra en controversia legal, en función de cómo Kenia interprete sus propias leyes. Estos problemas legales le impidieron tomar parte en los Campeonatos Mundiales de Atletismo de 2005 en Helsinki. Sin embargo, dos años más tarde, en los mundiales de Osaka 2007 pudo participar representando a Estados Unidos, y consiguió ganar el oro en las pruebas de 1500 y 5000 metros.
- Datos: Q312654
- Multimedia: Bernard Lagat / Q312654

- Wikimedia Commons alberga una categoría multimedia sobre Bernard Lagat.